# Stade de Hardoy
Le stade de Hardoy (ou terrain de Hardoy) est un stade situé à Anglet dans le département des Pyrénées-Atlantiques.
Il est de 1909 à 1940 le stade résident de l'Aviron bayonnais, l'équipe de rugby à XV de la commune voisine Bayonne, jusqu'à sa fermeture.

## Historique
En quête d'installations, l'Aviron bayonnais achète un terrain sur la commune d'Anglet, sur le lieu-dit Hardoy. La nouvelle enceinte sportive est inaugurée le 10 octobre 1909, à l'occasion d'un match entre l'Aviron bayonnais et le Stadoceste tarbais,.
Lors de la saison 1910-1911, le terrain se dote de nouvelles tribunes, acquises au terrain d'aviation de Villefranque. Il fait encore l'objet de plusieurs aménagements les années suivantes,.
Parmi les nombreuses autres associations sportives bayonnaises, l'Association sportive bayonnaise, fondée en 1918 sous le nom de La Bayonnaise, y dispute temporairement quelques matchs avant d'investir son propre terrain en 1920, également à Anglet, le stade des Cinq Cantons.
Alors que le stade Saint-Léon est ouvert dans les années 1930, l'Aviron bayonnais continue d'évoluer à Hardoy, tandis que l'AS Bayonne emménage dans cette nouvelle enceinte.
En 1940, la Seconde Guerre mondiale conduit à la fermeture définitive de l'enceinte sportive de Hardoy, pour des « nécessités de défense nationale », ; l'Aviron bayonnais déménage alors au stade Saint-Jean d'Anglet, puis un an plus tard au stade Saint-Léon de Bayonne.
Après la destruction des équipements sportifs, le terrain de Hardoy laisse place à l'agrandissement du site de l'usine du constructeur aéronautique Breguet Aviation. Son emplacement se retrouve depuis au niveau du parking de l'usine de Dassault Aviation.